# Zaandam
Ne doit pas être confondu avec MS Zaandam.
Zaandam (prononcé en néerlandais : [zaːnˈdɑm] ) est une ville néerlandaise située dans la commune de Zaanstad, au nord-ouest de la capitale Amsterdam, dans la province de Hollande-Septentrionale.
Lors du recensement des 1er janvier 2023, elle compte 80 705 habitants, appelés Zaandammers en néerlandais. Zaandam est traversée par la rivière Zaan, d'après laquelle elle est nommée et qui se jette dans le canal de la Mer du Nord au sud-est de Zaandam.

## Histoire
La ville se développe aux XVIIe et XVIIIe siècles en tant que bourg commerçant au nord-ouest d'Amsterdam. Son centre historique est bien conservé et compte de nombreux canaux et plusieurs rues piétonnes. La maison du tsar Pierre le Grand, construite en 1632, est l'une des attractions majeures de la ville, au côté du village de Zaanse Schans situé au nord.
Le peintre français Claude Monet peint de nombreuses toiles à Zaandam pendant l'été de 1871, notamment Maisons au bord de la Zaan (musée Städel, Francfort-sur-le-Main). Les documents français des XVIIIe et XIXe siècles désignent généralement la localité sous le nom déformé de Saardam. De nos jours, l'IJ sépare la ville du port d'Amsterdam ; un tunnel ferroviaire sous-marin permet de rejoindre en dix minutes la gare centrale d'Amsterdam.  Le premier restaurant européen McDonald's est ouvert en 1971 à Zaandam[réf. nécessaire].

## Galerie

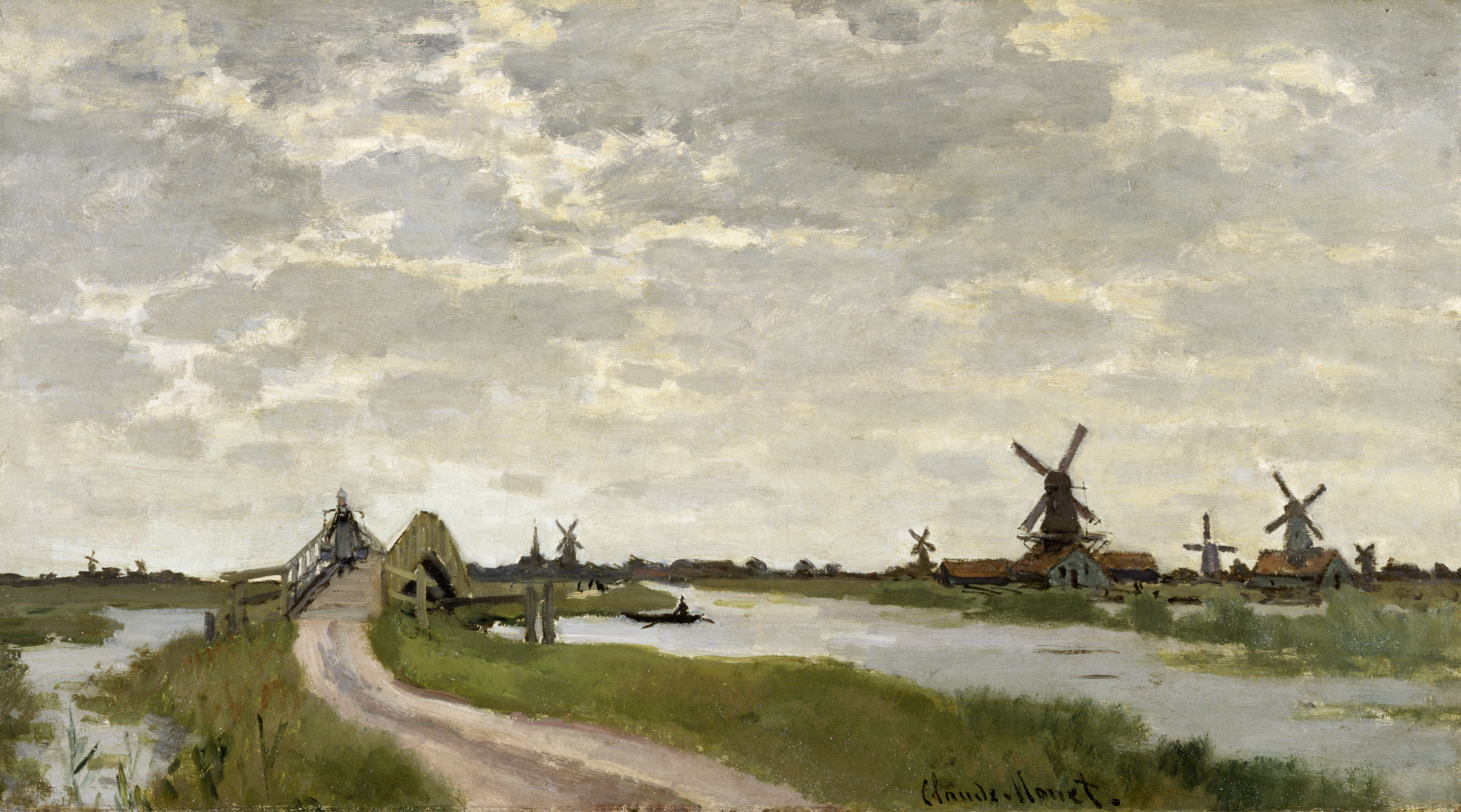
Moulins près de Zaandam, Claude Monet, 1871, Walters Art Museum[3].
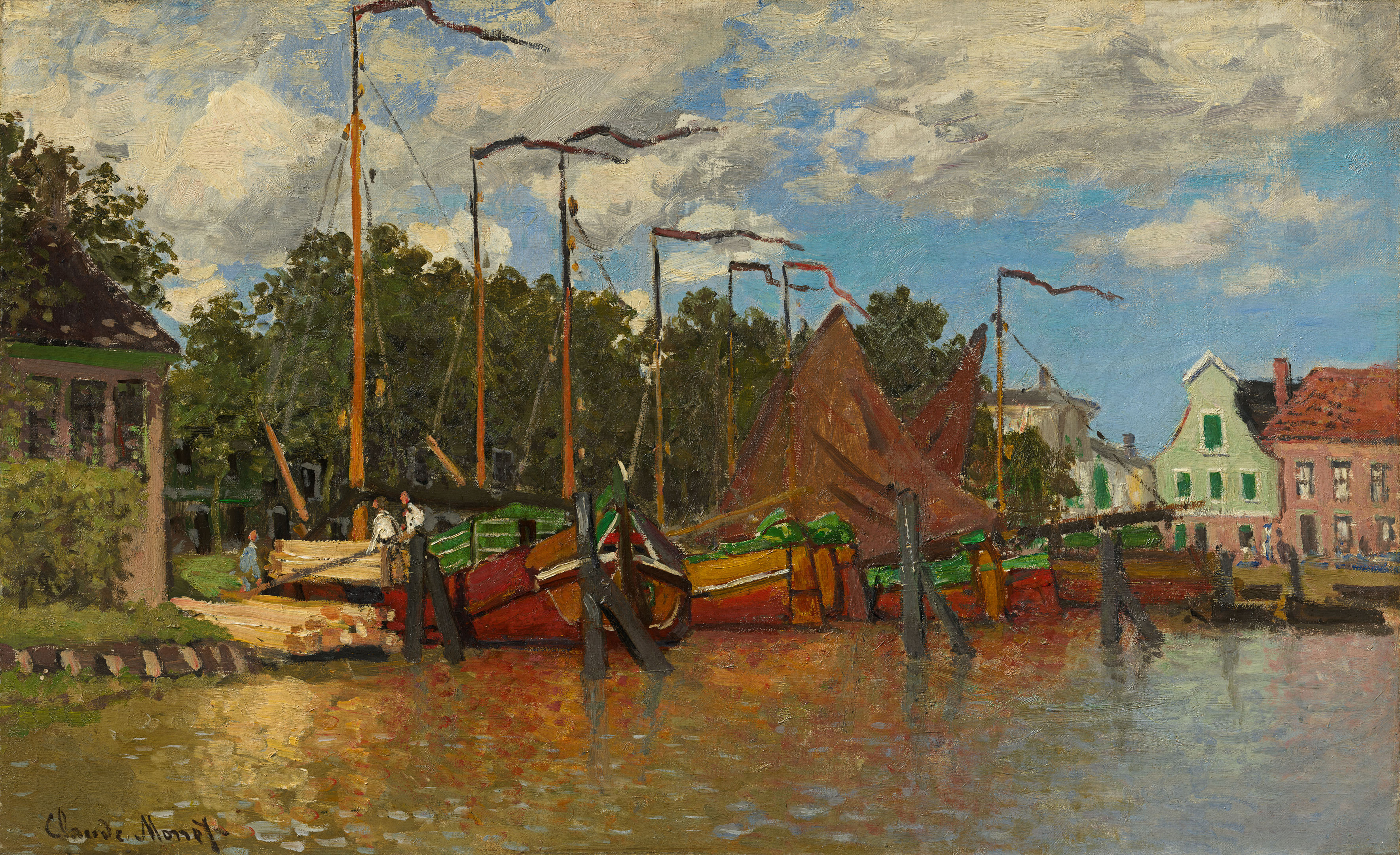
Bateaux à Zaandam (Monet, 1871).
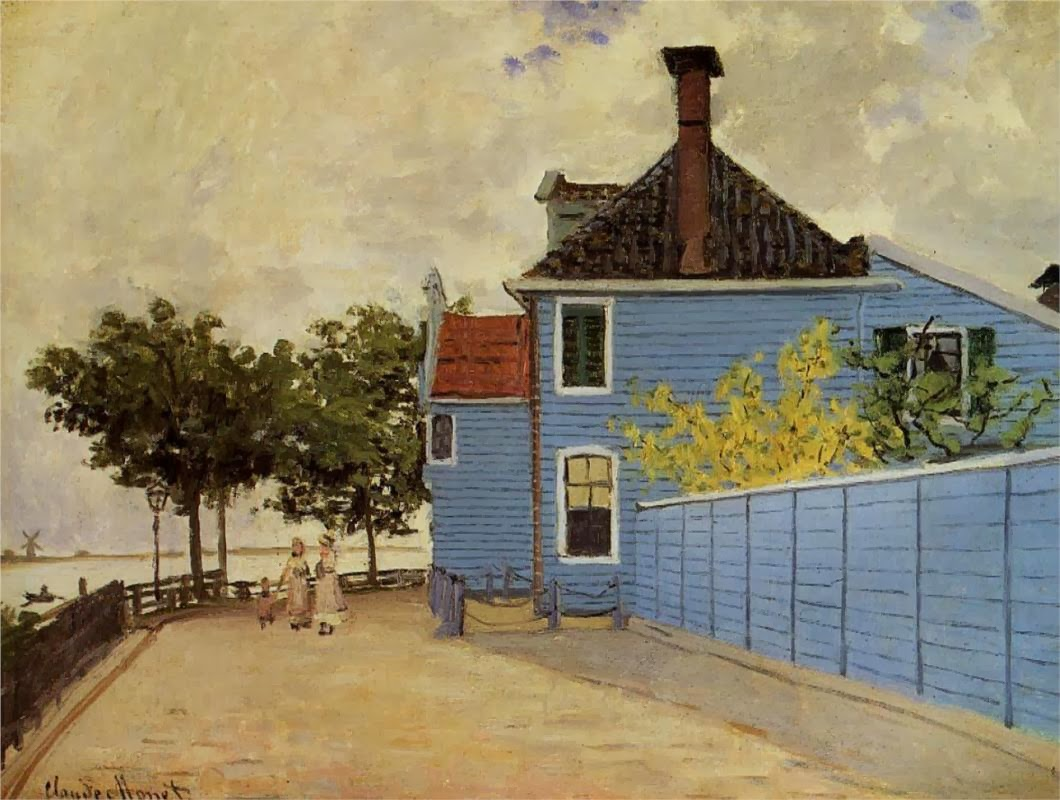
La Maison bleue à Zaandam (Monet, 1871).
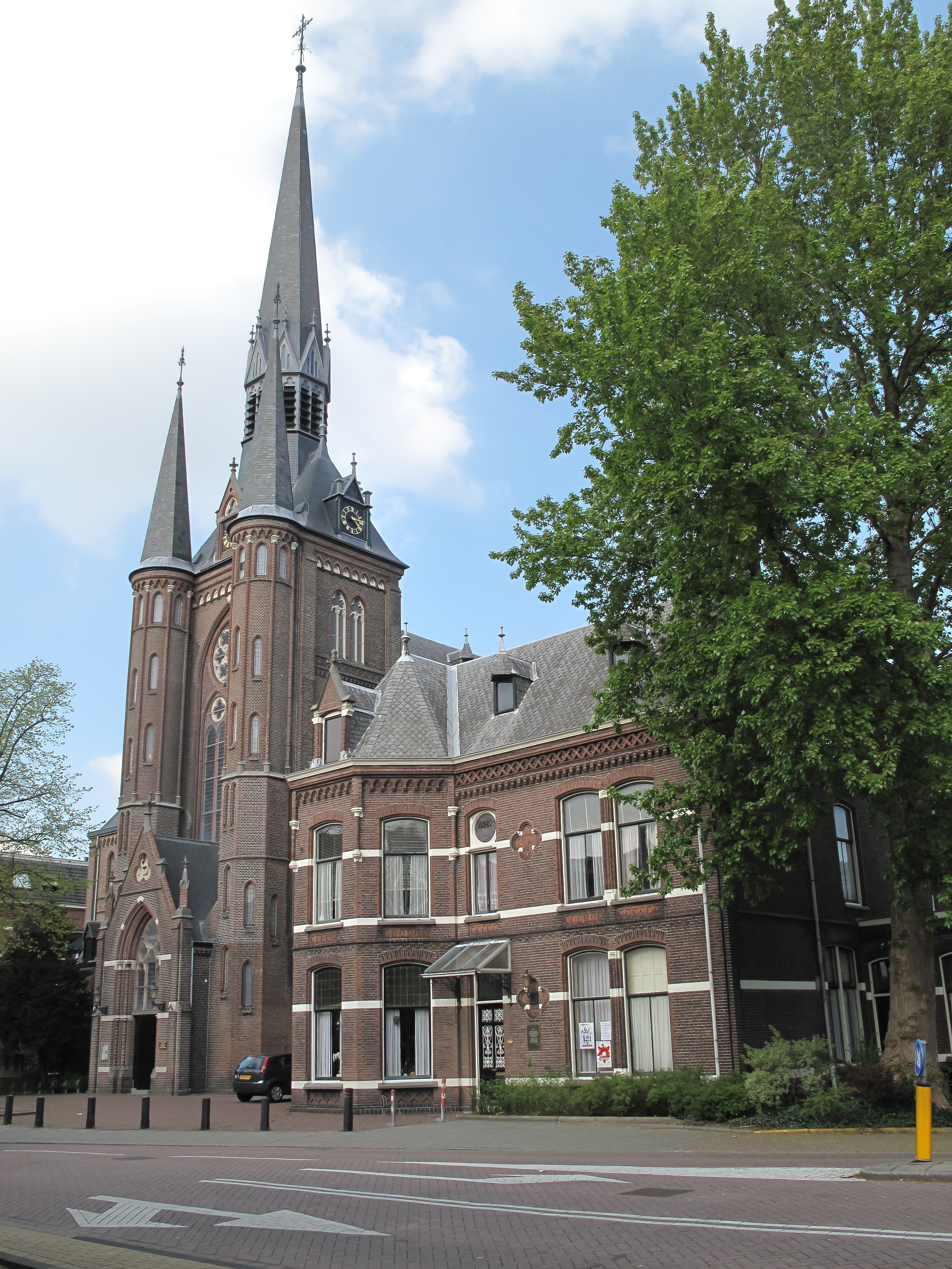
Église Saint-Boniface (Sint Bonifatiuskerk).
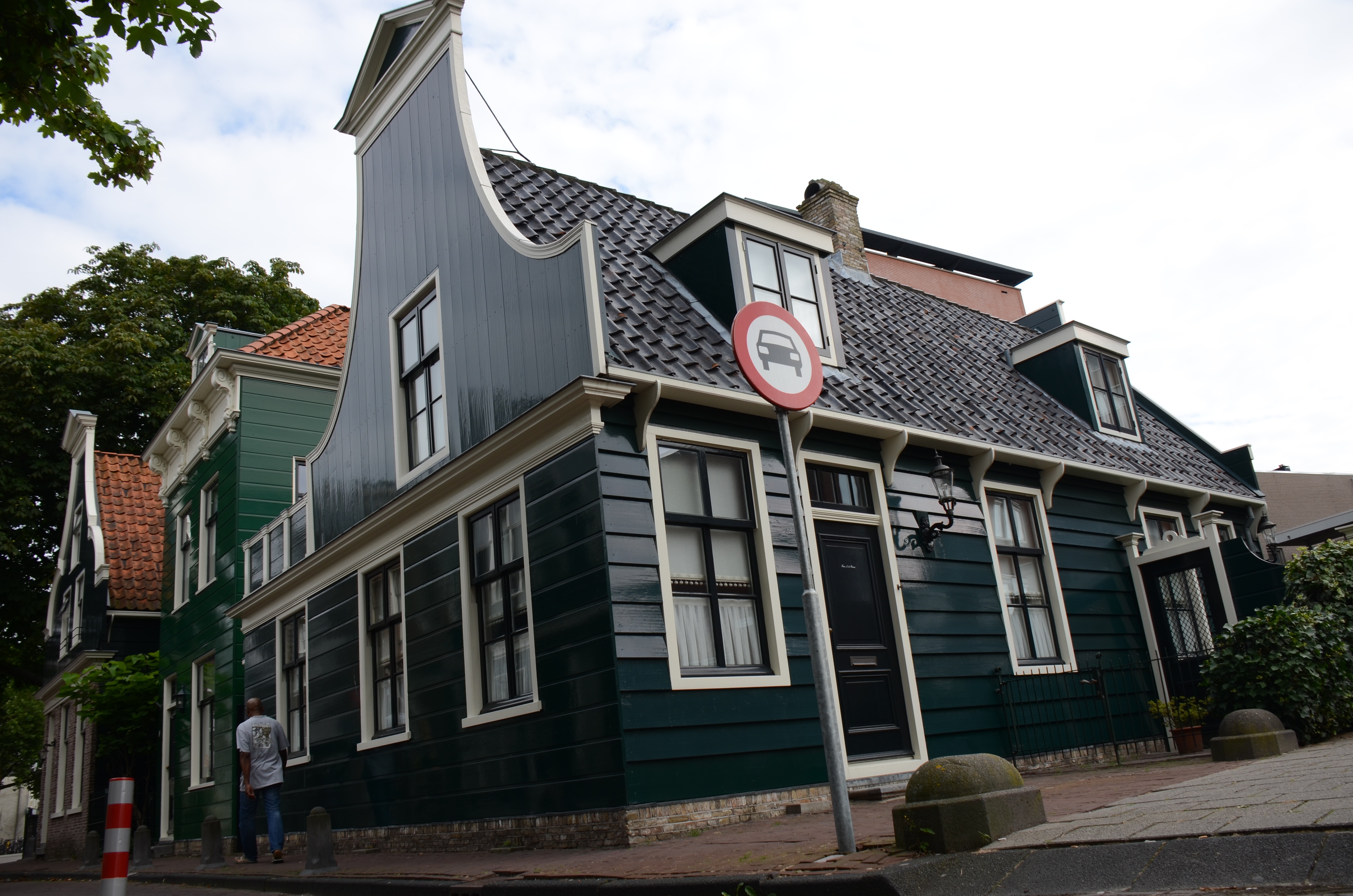
Maisons en bois typiques de la région.
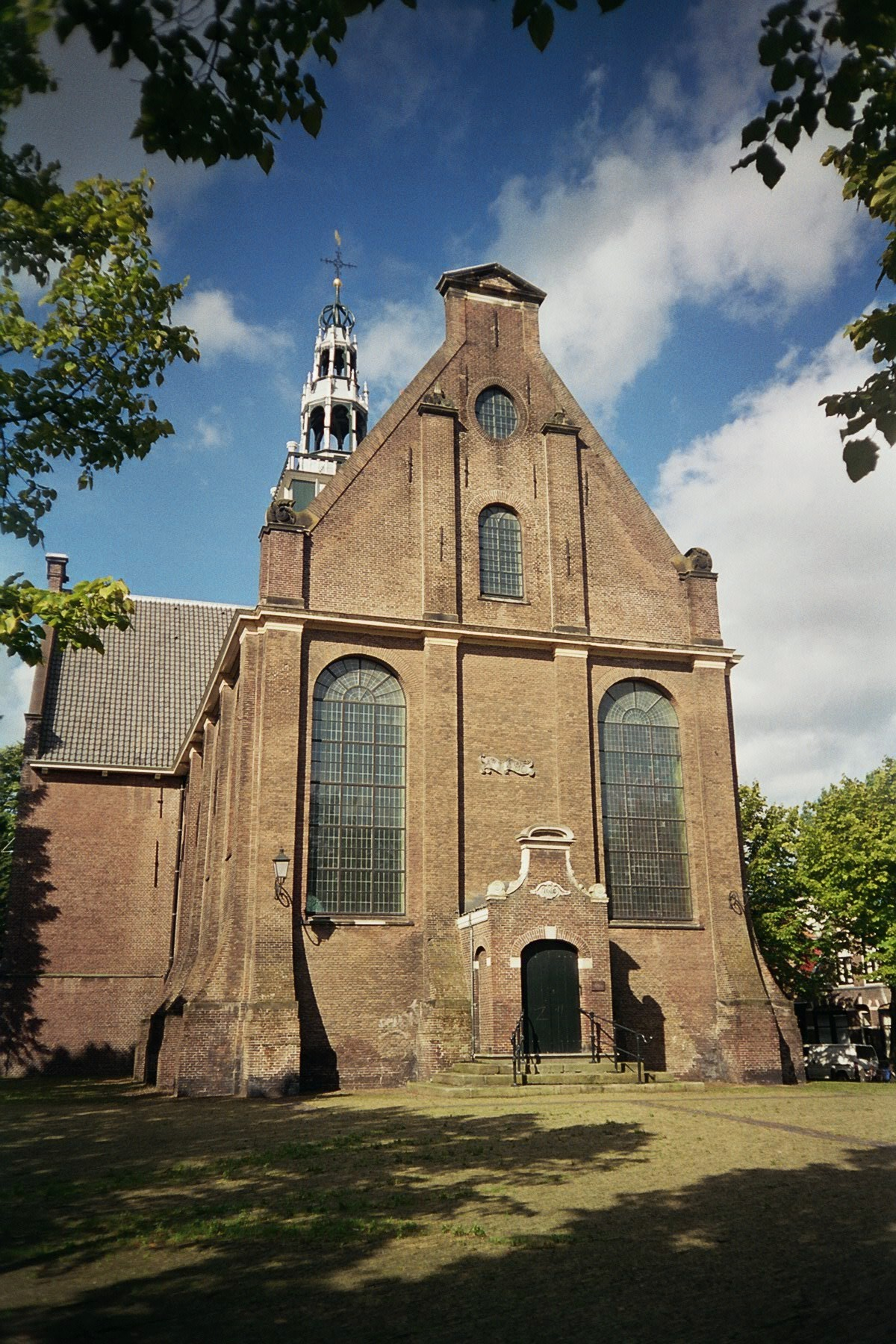
Église de la Rive Ouest (Westzijderkerk).
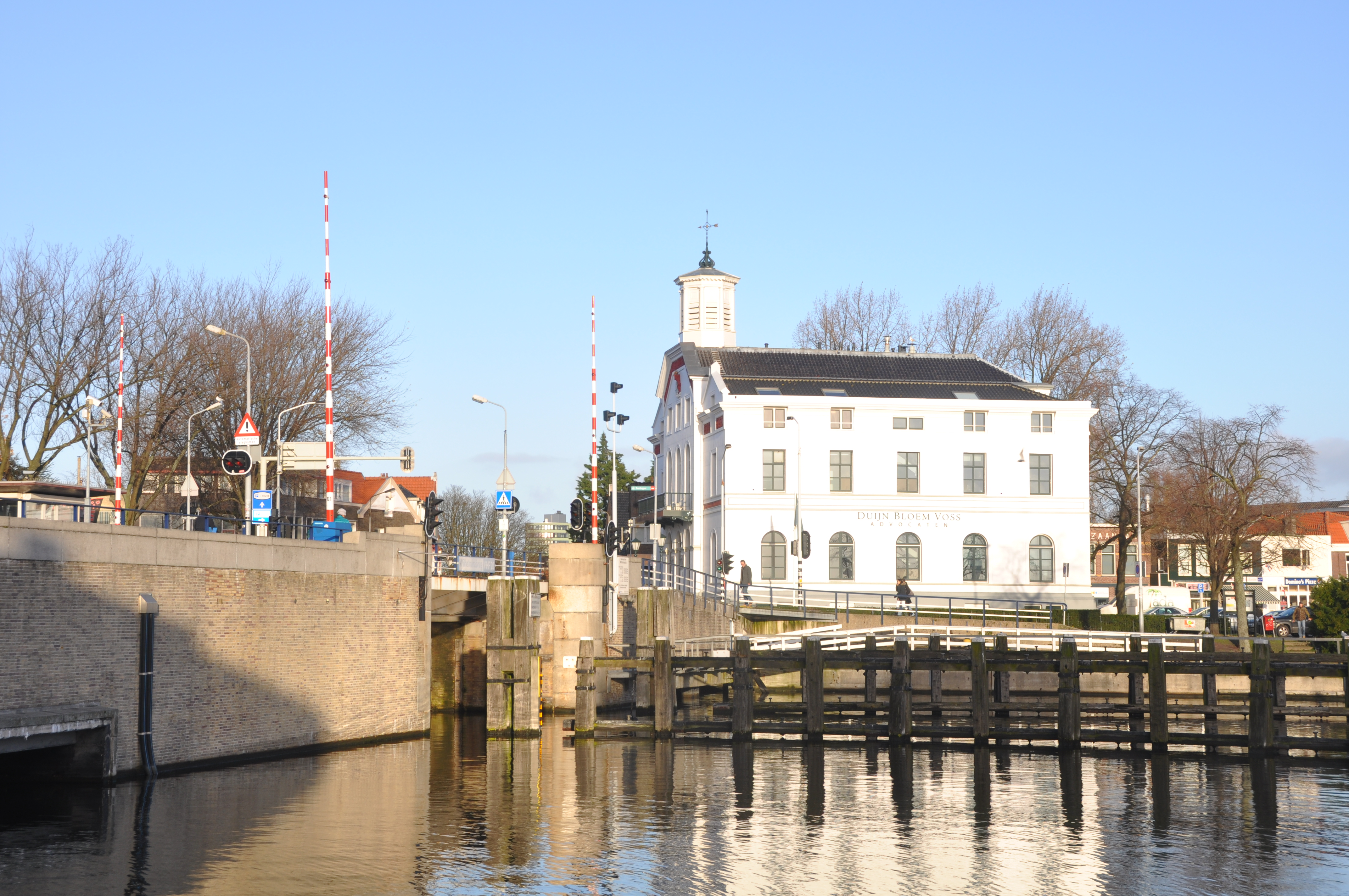
Écluse Wilhelmine.
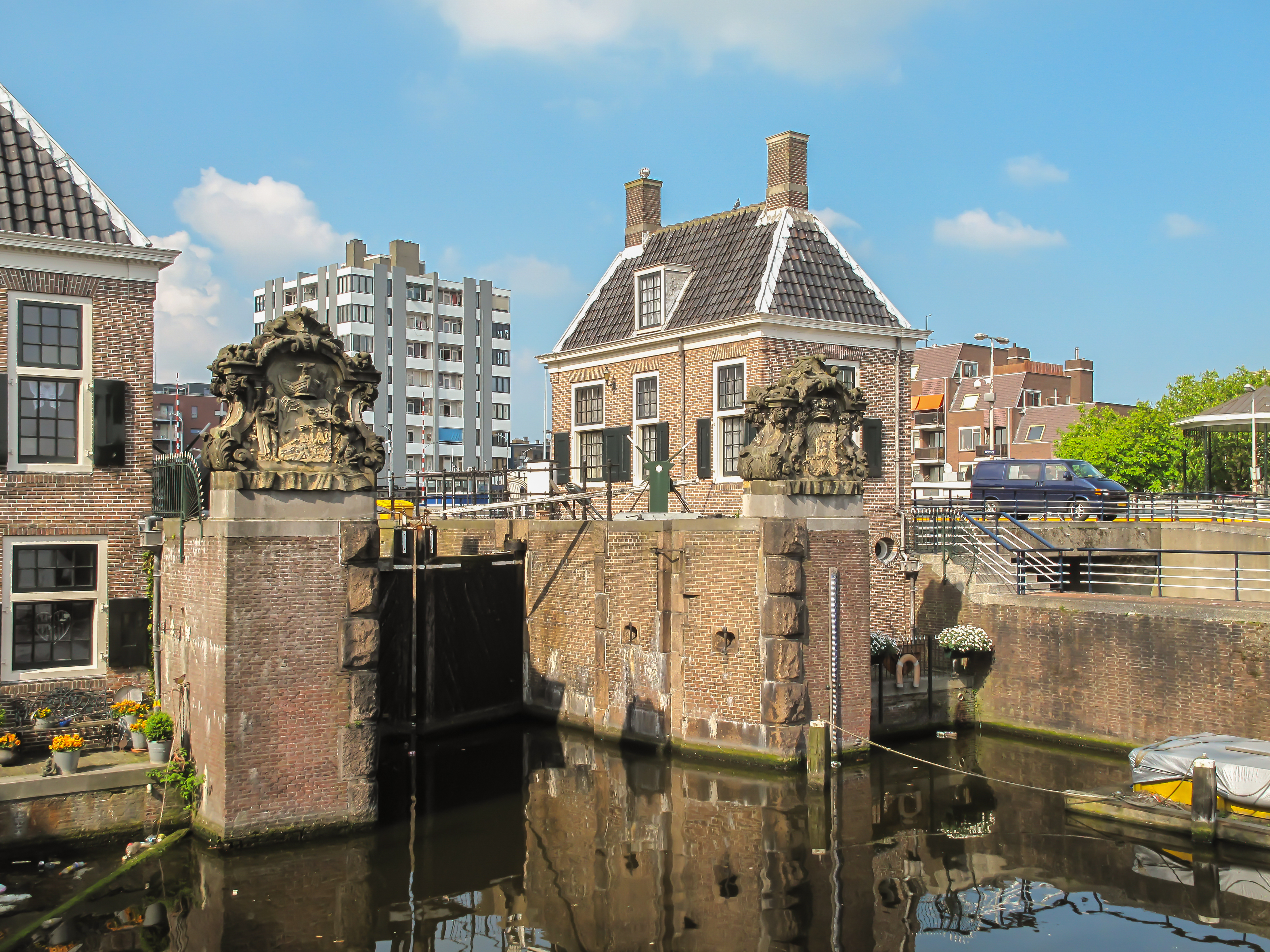
Écluse Hondsbossche.

## Personnalités liées
Zaandam est la ville natale des personnalités suivantes :
- Jan Saenredam (1565-1607), graveur néerlandais ;
- Pieter Bleeker (1819-1878), médecin et ichtyologiste néerlandais ;
- Anton Mauve (1838-1888), peintre néerlandais, cousin par alliance de Vincent van Gogh ;
- Jan Verkade (1868-1946), peintre néerlandais ;
- Everard Endt, (1893-?), skipper, champion olympique pour les États-Unis en 1952 ;
- Lettie Oosthoek (née en 1937), actrice néerlandaise ;
- Johnny Rep (né en 1951), footballeur néerlandais ;
- Elisabeth van Houts (née en 1952), historienne néerlando-britannique ;
- Erwin Koeman (né en 1961), footballeur néerlandais ;
- Ronald Koeman (né en 1963), footballeur néerlandais et frère d'Erwin Koeman ;
- Naima El Bezaz (née en 1974), écrivaine néerlandaise ;
- Rob Penders (né en 1975), footballeur néerlandais ;
- Ali B (né en 1981), rappeur néerlandais ;
- Rick Flens (né en 1983), cycliste néerlandais ;
- Stefano Denswil (né en 1993), footballeur néerlandais ;
- Justin Kluivert (né en 1999), footballeur néerlandais.

## Jumelages
Depuis 1955, Zaandam est jumelée avec les villes suivantes :
- Anderlecht (Belgique), commune de Bruxelles, 118 382 habitants (2018) ;
- Boulogne-Billancourt (France), 117 931 habitants (2015).